# Antler (Dakota Północna)
Antler – miasto w Stanach Zjednoczonych, w stanie Dakota Północna, w hrabstwie Bottineau.